# NGC 355
NGC 355 is een lensvormig sterrenstelsel in het sterrenbeeld Walvis. Het hemelobject werd op 27 september 1864 ontdekt door de Duitse astronoom Albert Marth.

## Synoniemen
- PGC 3753
- MCG -1-3-77
- NPM1G -06.0039